# Tony Hooper
Anthony Hooper (Eastry, 14 september 1939 – 18 november 2020) was een Brits zanger en gitarist.
Hij was bevriend met zanger-gitarist Dave Cousins; samen gingen ze op zoek naar de wortels van de volksmuziek. Ze richtten de band Strawberry Hill Boys op, later Strawbs, waarvan al snel ook contrabassist Ron Chesterman lid werd. In 1967 namen ze met Sandy Denny het album All Our Own Work op. Na een aantal albums kon Hooper zich niet meer verenigen met de ontwikkeling van Strawbs naar rockmuziek en symfonische rock. Hij gaf de voorkeur aan bluegrass.
Hij nam in 1972 afscheid met het album Grave New World, dat toch ook al erg symfonisch klinkt. 
Hooper was met zijn lichte en ontspannen stemgeluid de tegenhanger van de scherpe en nasale stem van Cousins. Ook waren zijn bijdragen wat lichtvoetiger dan die van Cousins, getuige zijn zuchtende compositie Ah me, Ah my. De vriendschap met Cousins bleef bestaan en van 1983 tot 1993 stonden ze toch weer regelmatig samen op het podium. Hooper nam ook weer deel aan een paar albums van Strawbs, waarbij zijn stem in de loop der jaren nauwelijks veranderd bleek te zijn. Hij was vanaf 1984 de gitarist van de band Pitchfork en was ook lid van Misalliance.
Hooper overleed op 81-jarige leeftijd op 18 november 2020.

## Discografie
Albums en singles van Strawbs waarbij Hooper betrokken was:

### Albums
- All Our Own Work (met Sandy Denny) (label Danmark, 1968)
- Strawbs (1969)
- Dragonfly (1970)
- Just a Collection of Antiques and Curios (1970)
- From the Witchwood (1971)
- Grave New World (1972)
- Don't Say Goodbye (1987)
- Ringing down the Years (1991)
- Strawberry Music Sampler No. 1 (2001)
- A Taste of Strawbs (2006)

### Singles
- Oh How She Changed
- The Man Who Called Himself Jesus
- Benedictus
- Forever
- Here It Comes